# Eastvale
Eastvale és una població dels Estats Units a l'estat de Pennsilvània. Segons el cens del 2000 tenia 293 habitants.

## Demografia
Segons el cens del 2000, Eastvale tenia 293 habitants, 125 habitatges, i 81 famílies. La densitat de població era de 1.257 habitants per quilòmetre quadrat.
Dels 125 habitatges en un 24% hi vivien nens de menys de 18 anys, en un 44,8% hi vivien parelles casades, en un 15,2% dones solteres, i en un 34,4% no eren unitats familiars. En el 31,2% dels habitatges hi vivien persones soles el 10,4% de les quals corresponia a persones de 65 anys o més que vivien soles. El nombre mitjà de persones vivint en cada habitatge era de 2,34 i el nombre mitjà de persones que vivien en cada família era de 2,87.
Per edats la població es repartia de la següent manera: un 21,8% tenia menys de 18 anys, un 7,2% entre 18 i 24, un 34,8% entre 25 i 44, un 22,5% de 45 a 60 i un 13,7% 65 anys o més.
L'edat mediana era de 37 anys. Per cada 100 dones de 18 o més anys hi havia 99,1 homes.
La renda mediana per habitatge era de 30.781 $ i la renda mediana per família de 31.667 $. Els homes tenien una renda mediana de 27.708 $ mentre que les dones 21.538 $. La renda per capita de la població era de 14.063 $. Entorn del 9,2% de les famílies i el 8,6% de la població estaven per davall del llindar de pobresa.